# Route nationale 173
Die Route nationale 173, kurz N 173 oder RN 173, war eine französische Nationalstraße, die 1824 zwischen Granville und Avranches festgelegt wurde. Sie geht auf die Route impériale 193 zurück. Ihre Länge betrug 24 Kilometer. 1978 wurde die Straßennummer N173 für eine Verbindung der N73 mit der Anschlussstelle 3 der A36 westlich von Besançon verwendet. 2006 wurde diese Straße zu D67 abgestuft.